# Protonebula
Protonebula is een geslacht van vlinders van de familie spanners (Geometridae), uit de onderfamilie Larentiinae.

## Soorten
- P. altera Bastelberger, 1911
- P. combusta Swinhoe, 1894
- P. cupreata Moore, 1867
- P. egregia Inoue, 1986
- P. tripunctaria Leech, 1897